# Billing
Billing (attestato nel 937 – probabilmente nel 967) fu un grande sassone. Per molto tempo fu considerato il capostipite della stirpe dei Billunghi.

## Biografia
Sebbene Billing sia menzionato nel 937 in una voce del Libro della Fraternità di Reichenau iniziato dal conte Cristiano e dal 944 al 968 in otto documenti di Ottone I, in un altro documento di suo figlio Ottone II e persino in un documento di papa Giovanni XII, la sua ascendenza non è chiara. Si presume generalmente che provenisse dalla Turingia orientale, dato che la maggior parte dei suoi possedimenti si trovava sull'Unstrut, vicino a Bibra. Lì, in un momento imprecisato precedente al 24 aprile 963, fondò anche un monastero dedicato agli apostoli Pietro e Paolo e Giovanni Battista e vi mantenne un castello (castellum). Billing era sposato con una donna dei dintorni di Gottinga di cui non si conosce il nome. Il matrimonio sembra essere rimasto senza figli, poiché dopo la morte di Billing i beni che aveva scambiato dovettero essere restituiti dalla dote della moglie.  A quanto pare, i parenti maschi della donna hanno reclamato la proprietà di famiglia per mancanza di eredi. Poco dopo l'anno 963, le traditiones Corbeienses menzionano un Billing che trasferì proprietà nella località non identificata di Sashelmeshusen per suo fratello Bernhardus.
Durante la rivolta contro Ottone I nel 937–941, Billing si schierò con i ribelli che circondavano il fratello di Ottone, Enrico: ciò si evince da un documento emesso da Ottone I a Bothfeld il 19 settembre 944. In essa Ottone I, su richiesta del fratello Enrico, con cui si era nel frattempo riappacificato, restituisce a Billing i beni confiscati a seguito della rivolta, comprese le chiese e tutti gli accessori. In base a ciò, Billing sarebbe stato oggetto di una punizione relativamente clemente per un evento grave come la sua partecipazione alla cospirazione contro il re. Secondo una voce degli Annali di Quedlinburg nel 941, i cospiratori Erich (padre del successivo vescovo Hildeward di Halberstadt), Reinward, Varin, Ascheric, Bacco ed Hermon furono giustiziati (si veda anche Ervino di Merseburgo). Riferendosi a un passaggio di Tietmaro di Merseburgo sul risparmio di suo nonno Lotario II di Walbeck, Gerd Althoff ha sostenuto che essi non appartenevano alla cerchia ristretta dei capi.
A partire dal 952, Billing acquistò beni da Ottone I in un'operazione di baratto nei Gau Neletici intorno ad Halle, dove esercitò anche i diritti comitali dall'anno 963 al più tardi. Inizialmente, in un documento di Ottone I del 952, Billing viene designato come suo vassallo, l'anno successivo come miles di Ottone I. Tuttavia, i rapporti di Billing con Ottone I sembrano essere rimasti tesi. La concessione di una deroga per il monastero di Bibra da parte di papa Giovanni XII, il 24 aprile 963, fu probabilmente fatta con l'intento di impedire o almeno complicare il progetto di Ottone I di fondare un arcivescovado a Magdeburgo. La diretta subordinazione del monastero di Bibra all'autorità diretta del papa impedì che venisse incorporato nella nuova provincia ecclesiastica da fondare. Dopo la morte di Billing, il monastero fu immediatamente posto sotto l'arcidiocesi su iniziativa di Ottone I. Al contrario, Gertraud Eva Schrage interpreta la sequenza di titoli utilizzati per Billing nei documenti reali come un'elevazione di rango e ne deduce che Billing aveva inizialmente fatto carriera sotto Ottone I dopo il cambio di schieramento. L'allontanamento tra Billing e il sovrano avvenne solo in seguito.
Per l'anno 967, gli Annales Corbeienses registrano la morte di un Billig. Il 26 maggio, il necrologio della chiesa di San Michele a Lüneburg contiene una voce commemorativa per un conte Billing morto in questo giorno, ma è ritenuto dagli storiografi una persona diversa.
Sulla base di una voce corrispondente nella cronaca dinastica del monastero di S. Michele a Lüneburg del periodo compreso tra il 1229 e il 1233, l'archivista del monastero di San Michele a Lüneburg, Anton Christian Wedekind, giunse nel XIX secolo alla conclusione che Billing fosse il padre di Ermanno Billung e quindi il capostipite della stirpe dei Billunghi. A riprova della correttezza della cronaca, Wedekind fa riferimento al conte Billing, che compare nel necrologio di Lüneburg il 26 maggio e ad altri documenti del XVII secolo, in parte falsificati. Oggi la discendenza di Ermanno Billung da Billing è generalmente considerata impossibile a causa del fatto che è vissuto quasi nello stesso periodo di tempo, anche se si ritiene possibile una stretta relazione tra i due.